# Hope and Despair
Hope and Despair (рус. Надежда и отчаяние) — дебютный студийный альбом шотландского музыканта Эдвина Коллинза, вышедший в 1989 году.

## Об альбоме
Диск записан на лейбле Setanta Records в 1989 году. Продюсерами альбома были Том Докоюпил и Фил Форнелли, последний из которых являлся участником групп The Cure и Johnny Hates Jazz. Диск был переиздан в 2002 году.
Композиции альбома повествуют об усталости Коллинза от жизни, в которых он отразил свой любовный пессимизм и цинизм, направленные против развлекательной индустрии. Написание песен, очевидно, было выполнено с мастерством. Свой вклад в запись пластинки внёс гитарист стиля регги, Деннис Бовелл, а также Родди Фрэйм из Aztec Camera, который тоже играл на гитаре. Наиболее ярким моментом здесь стала песня «Beginning of the End», раскрывающая пассивное отношение музыканта к жизненным стандартам. В жанровом плане, на Hope and Despair есть мелодии,записанные как в стиле кантри, так и в жанре голубоглазый поп.

## Список композиций
Автор всех текстов песен является Эдвин Коллинз, кроме особо отмеченных.
1. «Coffee Table Song» — 4:51
2. «50 Shades of Blue» — 3:55
3. «You’re Better Than You Know» — 4:12
4. «Pushing It to the Back of My Mind» — 3:47
5. «If Ever You’re Ready» — 4:21
6. «Darling, They Want It All» — 3:42
7. «Wheels of Love» — 4:54
8. «Beginning of the End» — 3:57
9. «Measure of a Man» (Деннис Бовел) — 3:38
10. «Testing Time» — 3:51
11. «Let Me Put My Arms Around You» — 4:06
12. «Wide Eyed Child In Me» — 2:51
13. «Ghost of a Chance» — 4:08
14. «Hope and Despair» — 3:22

## Участники записи
- Эдвин Коллинз — гитара, вокал
- Денис Бовелл — бас-гитара
- Дэвид Раффи — ударные
- Бернард Кларкэ — клавиши
- Родди Фрэйм — гитара